# Плесси-Прален, Александр де Шуазёль
Александр де Шуазёль дю Плесси-Прален (фр. Alexandre de Choiseul du Plessis-Praslin; ок. 1634 — 15 июня 1672, под Арнемом), граф дю Плесси-Прален — французский генерал.

## Биография
Третий сын маршала Франции герцога Сезара де Шуазёля дю Плесси-Пралена и Коломб Лешаррон.
Граф дю Плесси-Прален. Первый палатный дворянин герцога Орлеанского (в качестве наследника своего отца).
В 1648 году, после смерти своего брата Сезара, убитого в бою под Кремоной, стал аббатом-коммендатарием Сен-Совёр-де-Редона, который в 1652 году, став наследником отца и начав военную карьеру, передал младшему брату.
После гибели старшего брата 17 декабря 1650 стал полковником его пехотного полка (позднее Пуатвинский). Командовал им во Фландрской армии в 1651 году. 17 февраля 1652 получил роту в кавалерийском полку своего отца. В том же году участвовал в боях при Блено, Этампе и в Сент-Антуанском предместье; в следующем году в осадах Вервена, Ретеля, Музона и Сент-Мену; в 1654 году в осаде Стене, деблокировании Арраса, взятии Ле-Кенуа; в 1655-м в осадах Ландреси, где был ранен в голову, Конде и Сен-Гилена.
24 мая 1656 передал пехотный полк младшему брату, получив вместо него отцовский кавалерийский полк, которым командовал при осаде Валансьена, в 1657 году при осаде Монмеди, в 1658 году в битве на дюнах и взятии Дюнкерка и Ипра.
Полк был распущен 18 апреля 1661, но восстановлен 7 декабря 1666, перед началом новой войны. Командовал им при осадах Турне, Дуэ и Лилля в 1667 году и завоевании части Франш-Конте в 1668-м. Кампмаршал (27.03.1668), 30 марта был назначен в Нидерландскую армию Месье, но после заключения Ахенского мира его полк был распущен приказом от 24 мая.
С началом Голландской войны 20 апреля 1672 был определен во Фландрскую армию. Был убит пушечным ядром при осаде Арнема, когда занимался наведением моста.

## Семья
Жена (16.07.1659): Мари-Луиза де Бельнав (ок. 1640—25.09.1724), дочь и наследница Клода Лелу, сеньора де Бельнава, пехотного полковника, убитого в битве при Нёрдлингене и Мари де Генего. Придворная дама герцогини Орлеанской. Вторым браком вышла за Луи Жийе де Пюигаро, маркиза де Клерамбо, сеньора де Марманда, старшего конюшего герцогини Орлеанской и губернатора Туля
Сын:
- Сезар-Огюст I дю Плесси-Прален (ок. 1664—28.05.1684), в 1675 году наследовал своему деду как герцог де Шуазёль, пэр Франции, граф дю Плесси-Прален, виконт де Сен-Жан, первый палатный дворянин герцога Орлеанского. Участвовал добровольцем в осаде Люксембурга (1684), был ранен в голову при взрыве бомбы во время штурма горнверка и через несколько дней умер. Был холост. Титулы перешли к его дяде Сезару-Огюсту II дю Плесси-Пралену.